# Knjase-Hryhoriwka
Knjase-Hryhoriwka (ukrainisch Князе-Григорівка; russisch Князе-Григоровка Knjase-Grigorowka) ist ein Dorf in der ukrainischen Oblast Cherson mit etwa 1600 Einwohnern (2008) und einer Fläche von 4,21 km².

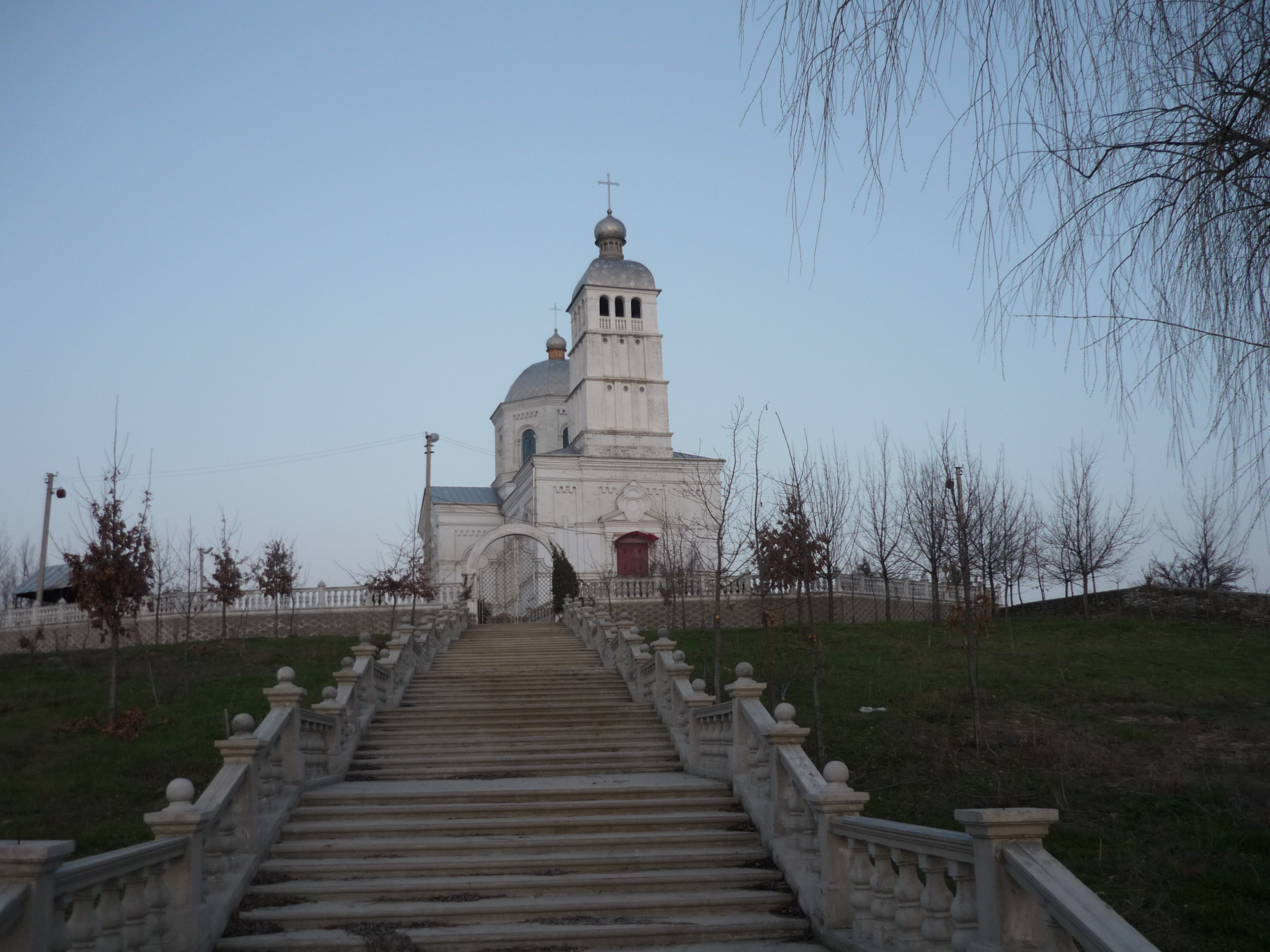
Geburtskirche der Heiligen Mutter Gottes in Knjase-Hryhoriwka

## Geografische Lage
Die Ortschaft liegt auf einer Höhe von 42 m am linken Ufer des zum Kachowkaer Stausee angestauten Dnepr, 10 km südwestlich vom ehemaligen Rajonzentrum Welyka Lepetycha und etwa 130 km nordöstlich vom Oblastzentrum Cherson. Durch das Dorf verläuft die Territorialstraße T–08–04.

## Geschichte
Nach der Annexion Nordtauriens durch Russland wurde das Dorf 1784 von der russischen Regierung dem Grafen Alexander Nikolajewitsch Samoilow (Александр Николаевич Самойлов; 1744–1814), einem Neffen von Grigori Alexandrowitsch Potjomkin, überlassen, der hier mit mehreren Familien von Leibeigenen das Dorf gründete. Zuvor war das Gebiet Teil des unter tatarischen Angriffen leidenden Wilden Feldes. 1795 hatte das Dorf 503 Einwohner. Von 1797 an war das Dorf im Besitz des Landbesitzers Rachmanow, der hier Leibeigene aus den Provinzen Kaluga, Charkow, Poltawa und Tschernigow ansiedelte. Anfang des 19. Jahrhunderts wurde die Ortschaft, nach der Bildung des Gouvernements Taurien, zum Wolost-Zentrum des Dnepr-Bezirks. 1822 hatte das Dorf 1080 Bewohner.
Zu Beginn des Jahres 1861 ging das Dorf in den Besitz der Enkelin von Rachmanow, M. Apraksinoi (М. Апраксиной) über. 
Der Volkszählung von 1885 nach lebten in Knjase-Hryhoriwka 1545 Menschen auf insgesamt 224 Gehöften.
Vom 16. September 1941 bis zum 5. Februar 1944 war Knjase-Hryhoriwka von der Wehrmacht besetzt.
Am 12. Juni 2020 wurde das Dorf ein Teil der neugegründeten Siedlungsgemeinde Welyka Lepetycha, bis dahin bildete es zusammen mit dem Dorf Serednje (Середнє) die gleichnamige Landratsgemeinde Knjase-Hryhoriwka (Князе-Григорівська сільська рада/Knjase-Hryhoriwska silska rada) im Westen des Rajons Welyka Lepetycha.
Seit dem 17. Juli 2020 ist sie ein Teil des Rajons Kachowka.